# Скотт-Сіті (Канзас)
Скотт-Сіті (англ. Scott City) — місто (англ. city) в США, в окрузі Скотт штату Канзас. Населення — 4113 особи (2020).

## Географія
Скотт-Сіті розташований за координатами 38°28′42″ пн. ш. 100°54′8″ зх. д. / 38.47833° пн. ш. 100.90222° зх. д. (38.478214, -100.902142).  За даними Бюро перепису населення США в 2010 році місто мало площу 6,82 км², уся площа — суходіл.

## Демографія
Згідно з переписом 2010 року, у місті мешкало 3816 осіб у 1583 домогосподарствах у складі 1029 родин. Густота населення становила 559 осіб/км².  Було 1710 помешкань (251/км²).
Расовий склад населення:
| - 89,4 % — білих - 0,5 % — корінних американців - 0,5 % — азіатів - 0,4 % — чорних або афроамериканців - 7,8 % — осіб інших рас |

До двох чи більше рас належало 1,4 %. Частка іспаномовних становила 17,3 % від усіх жителів.
За віковим діапазоном населення розподілялося таким чином: 24,0 % — особи молодші 18 років, 56,3 % — особи у віці 18—64 років, 19,7 % — особи у віці 65 років та старші. Медіана віку мешканця становила 42,0 року. На 100 осіб жіночої статі у місті припадало 99,2 чоловіків;  на 100 жінок у віці від 18 років та старших — 96,7 чоловіків також старших 18 років.
Середній дохід на одне домашнє господарство  становив 65 912 долари США (медіана — 50 800), а середній дохід на одну сім'ю — 69 577 доларів (медіана — 54 883). Медіана доходів становила 50 043 долари для чоловіків та 34 417 доларів для жінок. За межею бідності перебувало 8,3 % осіб, у тому числі 7,0 % дітей у віці до 18 років та 9,1 % осіб у віці 65 років та старших.
Цивільне працевлаштоване населення становило 2034 особи. Основні галузі зайнятості: сільське господарство, лісництво, риболовля — 25,6 %, освіта, охорона здоров'я та соціальна допомога — 19,7 %, будівництво — 12,3 %, фінанси, страхування та нерухомість — 6,7 %.